# Estadio Sergio León Chávez
Het Estadio Sergio León Chávez is een voetbalstadion in de Mexicaanse stad Irapuato. Het stadion is gebouwd in 1967 en werd gebruikt voor het wereldkampioenschap voetbal van 1986, dat dat jaar in Mexico werd gehouden. FC Irapuato speelt er zijn thuiswedstrijden.

## WK-interlands
| № | Datum       | Wedstrijd               | Uitslag | Competitie        | Toeschouwers |
| - | ----------- | ----------------------- | ------- | ----------------- | ------------ |
| 1 | 2 juni 1986 | Sovjet-Unie – Hongarije | 6 – 0   | WK 1986 – Groep C | 16.500       |
| 2 | 6 juni 1986 | Hongarije – Canada      | 2 – 0   | WK 1986 – Groep C | 14.000       |
| 3 | 9 juni 1986 | Sovjet-Unie – Canada    | 2 – 0   | WK 1986 – Groep C | 14.200       |

Het stadion werd ook voor een ander wereldkampioenschap voetbal gebruikt, het wereldkampioenschap voetbal onder 20 in 1983. Er werden bij dat WK ook drie wedstrijden gespeeld in dit stadion. 
Estadio Azteca (Mexico-Stad) · Estadio Olímpico Universitario (Mexico-Stad) · Estadio Universitario (San Nicolás de los Garza) · Estadio Tecnológico (Monterrey) · Estadio Jalisco (Guadalajara) · Estadio Tres de Marzo (Guadalajara) · Estadio Cuauhtémoc (Puebla) · Estadio Nemesio Díez (Toluca) · Estadio Nou Camp (León) · Estadio Sergio León Chávez (Irapuato) · Estadio La Corregidora (Querétaro) · Estadio Neza 86 (Nezahualcóyotl)